# Malta (Idaho)
Pour les articles homonymes, voir Malta.
La ville américaine de Malta est située dans le comté de Cassia, dans l’État de l’Idaho.

## Démographie
| 1970 | 1980 | 1990 | 2000 | 2010 | - |
| ---- | ---- | ---- | ---- | ---- | - |
| 196  | 196  | 171  | 177  | 193  | - |

Lors du recensement de 2010, sa population s’élevait à 193 habitants.

## Source
- (en) Cet article est partiellement ou en totalité issu de l’article de Wikipédia en anglais intitulé « Malta, Idaho » (voir la liste des auteurs).